# Montrond-les-Bains
Montrond-les-Bains là một xã trong tỉnh Loire miền trung nước Pháp.